# Edward Warchoł (inżynier)
Edward Warchoł (ur. 1933, zm. 9 maja 2022) – polski inżynier.

## Życiorys
Edward Warchoł urodził się w 1933. Był synem Józefa (1903-1989, policjant w okresie II RP ) i Stefanii (1910-1995. Uczęszczał do I Państwowej Szkoły Męskiej Stopnia Podstawowego i Licealnego, w której zdał maturę w 1951 (w jego klasie był Roman Bańkowski). Ukończył studia na Wydziale Elektrycznym Wyższej Szkoły Inżynierskiej w Poznaniu, uzyskując dyplom inżyniera elektryka w 1955 . 
Po studiach pracował w Elektrowni Cieplnej w Węglińcu, będąc tam inspektorem nadzoru, inżynierem BHP i dużurnym ruchu . Od 1 października 1960 był zatrudniony Elektrowni Myczkowce, gdzie po roku objął stanowisko kierownika . Po oddaniu do użytku pobliskiej Eletrowni Solina w 1968, był tam zatrudniony kolejno na stanowiskach kierownika działu ruchu, potem głównego inżyniera elektrowni, a od 1976 był kierownikiem i dyrektorem elektrowni. Zasiadł także w trzyosobowym zarządzie Zespołu Elektrowni Wodnych Solina-Myczkowce S.A. . W 1998 przeszedł na emeryturę .
Przygotował do publikacji monografię pt. Monografia elektrowni wodnej im. Karola Pomianowskiego w Solinie.

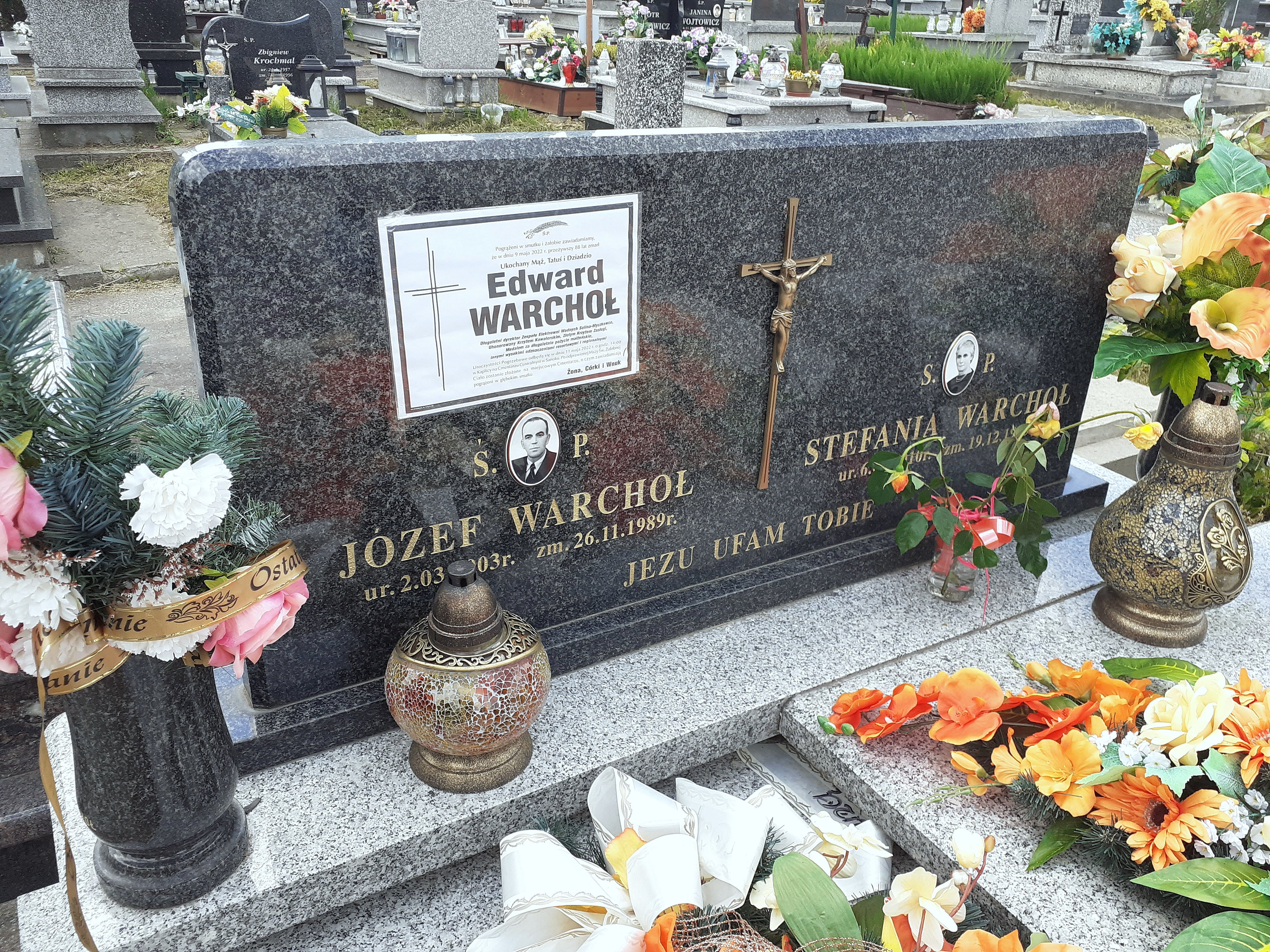
Grobowiec rodziny Warchołów w Sanoku

Zmarł 9 maja 2022. Został pochowany w grobowcu rodzinnym na Cmentarzu Centralnym w Sanoku 11 maja 2022. Był żonaty, miał córki.

## Odznaczenia i wyróżnienia
- Krzyż Kawalerski Orderu Odrodzenia Polski[7]
- Złoty Krzyż Zasługi[7]
- Medal za Długoletnie Pożycie Małżeńskie[7]
- inne odznaczenia[7]